# Raport Morgenthaua
Raport Morgenthaua (en. Morgenthau Report) – raport amerykańskiej misji rządowej mającej na celu zbadanie traktowania Żydów w Polsce, swoją nazwę wziął od nazwiska jednego z przewodniczących misji, Henry’ego Morgenthaua Seniora. Misja została powołana po nagłośnieniu w prasie zachodniej takich wydarzeń jak pogrom lwowski czy masakra w Pińsku. Przedstawiciele amerykańscy (członkami misji byli też generał Edgar Jadwin i profesor konstytucjonalista Homer Johnson) przebywali w Polsce w okresie od 13 lipca 1919 do 13 września 1919. Wyniki jej badań zostały opublikowane 3 października 1919 r. Komisja opisała osiem antysemickich drastycznych ekscesów (w tym ww. lwowski i piński), w wyniku których zginęło około 200-300 Żydów.

## Charakterystyka
Raport stwierdził, że w okresie od listopada 1918 do sierpnia 1919 na terenach polskich miało miejsce osiem większych ekscesów antyżydowskich (wymienionych w porządku chronologicznym): w Kielcach (czterech Żydów zabitych, wielu rannych), we Lwowie (sześćdziesięciu czterech Żydów zabitych, poważne zniszczenia), Pińsku (trzydziestu pięciu rozstrzelanych po krótkiej dyskusji, bez żadnego sądu), Lidzie (30 Żydów zabitych), Wilnie (około sześćdziesięciu pięciu Żydów straciło życie), Kolbuszowej (ośmiu Żydów zostało zabitych), Częstochowie (pięciu Żydów, w tym spieszący na ratunek jednego z rannych lekarz, zostało śmiertelnie pobitych, wielu rannych) i Mińsku (trzydziestu jeden Żydów zabitych). W sumie śmierć poniosło w nich ok. 280 osób. Raport podkreślił, że władze polskie, szczególnie wyższego szczebla – wojskowe i cywilne – nie były inicjatorem zajść, przeciwnie, starały się je poskromić.
Wypowiadając się krytycznie na temat postępowania lokalnych władz polskich w miejscowościach, w których doszło do zabójstw Żydów, raport Morgenthaua określa jednak nazywanie ich „pogromami” za niewłaściwe, zwracając uwagę, że określenie to jest trudne do precyzyjnego zdefiniowania. Używając w zamian określenia ekscesy raport stwierdza, że wydarzenia te były inspirowane antysemityzmem żołnierzy rozpalonym podejrzeniami, że Żydzi współpracowali z bolszewikami lub (we Lwowie) Ukraińcami.
W opinii Morgenthaua przyczyną konfliktowych relacji polsko-żydowskich były wzajemne nacjonalizmy oraz dążenie Żydów do uzyskania autonomii narodowej. Zwrócił uwagę na bojkot ekonomiczny (który miał skutkować emigracją wyznawców judaizmu) i pomijanie Żydów w obsadzie administracji państwowej. Morgenthau uznał, że źródłem konfliktów może być międzynarodowa ochrona praw mniejszości (artykuł 93 traktatu wersalskiego).
Pod względem politycznym raport uderzał w Romana Dmowskiego, którego w dokumencie nie wymieniono z nazwiska, oraz w Stronnictwo Demokratyczno-Narodowe.
Osobny raport przygotowali Jadwin i Johnson. Jego autorzy uwzględnili tło historyczne relacji polsko-żydowskich, podkreślając lepsze położenie Żydów w dawnej Polsce, niż w innych krajach. Wskazali na fakt współpracy żydowskiej z okupantem niemieckim, brak zaangażowania w aspiracje terytorialne Polaków oraz odwoływanie się Żydów do czynników międzynarodowych, co w opinii polskiej traktowane było jako przejaw wrogości. Jadwin i Johnson uważali, że kwestia prześladowań żydowskich była wyolbrzymiona przez propagandę niemiecką, by zdyskredytować wizerunek powstającego państwa. Jako przyczyny ekscesów wskazywali ogólnie trudną sytuację w kraju, a nie celową działalność władzy i mieszkańców.

## Reakcje
Środowiska żydowskie odebrały raport Morgenthaua źle, zarzucając wybielanie polskich zbrodni. Mimo że raport opublikowano jako dokument Kongresu, został przez prasę żydowską w Stanach Zjednoczonych przemilczany. Podobnie rzecz się miała z raportem Jadwina i Johnsona. Opinia publiczna tych dokumentów nie poznała. Dotarły jedynie do Polonii dzięki publikacjom w prasie polonijnej.